# An’ak
An’ak (kor. 안악군, An’ak-gun) – powiat w Korei Północnej, w prowincji Hwanghae Południowe. W 2008 roku liczył 125 924 mieszkańców. Graniczy z powiatami Ŭnch’ŏn od północy, Chaeryŏng od wschodu, Ŭllyul od zachodu, a także Samch’ŏn i Sinch’ŏn od południa.

## Historia
Przed wyzwoleniem Korei spod okupacji japońskiej powiat składał się z 9 miejscowości (kor. myŏn) oraz 113 wsi (kor. ri). W obecnej formie powstał w wyniku gruntownej reformy podziału administracyjnego w grudniu 1952 roku. W jego skład weszły wówczas tereny należące wcześniej do miejscowości An’ak, Ryongsun, Taewŏn, Munsan (wszystkie poprzednio znajdowały się w powiecie An’ak), Rowŏl, Sanch'ŏn i Yongjin (dotychczas znajdowały się w powiecie Sinch’ŏn). Powiat An’ak składał się wówczas z jednego miasteczka (An’ak-ŭp) i 27 wsi.

## Podział administracyjny powiatu
W skład powiatu wchodzą następujące jednostki administracyjne:
| Nazwa jednostki administracyjnej | Rodzaj jednostki administracyjnej | Hangul | Hancha |
| -------------------------------- | --------------------------------- | ------ | ------ |
| An’ak-ŭp                         | miasteczko                        | 안악읍 | 安岳邑 |
| P’yŏngjŏng-ri                    | wieś                              | 평정리 | 坪井里 |
| Namjŏng-ri                       | wieś                              | 남정리 | 南井里 |
| P’allyuk-ri                      | wieś                              | 판륙리 | 板六里 |
| Kŭmgang-ri                       | wieś                              | 금강리 | 金岡里 |
| Sinch’on-ri                      | wieś                              | 신촌리 | 新村里 |
| Yusŏng-ri                        | wieś                              | 유성리 | 楡城里 |
| Ŏmgot-ri                         | wieś                              | 엄곳리 | 嚴串里 |
| Kuwa-ri                          | wieś                              | 구와리 | 九瓦里 |
| Poksa-ri                         | wieś                              | 복사리 | 伏獅里 |
| Pongsŏng-ri                      | wieś                              | 봉성리 | 鳳城里 |
| Wŏllyong-ri                      | wieś                              | 원룡리 | 元龍里 |
| Taech’u-ri                       | wieś                              | 대추리 | 大楸里 |
| Kulsan-ri                        | wieś                              | 굴산리 | 屈山里 |
| Tŏksŏng-ri                       | wieś                              | 덕성리 | 德成里 |
| O’guk-ri                         | wieś                              | 오국리 | 五局里 |
| Ma’myŏng-ri                      | wieś                              | 마명리 | 馬鳴里 |
| Kyŏngji-ri                       | wieś                              | 경지리 | 境地里 |
| Wŏlsan-ri                        | wieś                              | 월산리 | 月山里 |
| Ryongsan-ri                      | wieś                              | 룡산리 | 龍山里 |
| Kangsan-ri                       | wieś                              | 강산리 | 江山里 |
| Wŏljŏng-ri                       | wieś                              | 월정리 | 月精里 |
| P’aeyŏp-ri                       | wieś                              | 패엽리 | 貝葉里 |
| Wŏlji-ri                         | wieś                              | 월지리 | 月池里 |
| Hanwŏl-ri                        | wieś                              | 한월리 | 漢月里 |
| Roam-ri                          | wieś                              | 로암리 | 路岩里 |
| Yŏndŭng-ri                       | wieś                              | 연등리 | 燃登里 |